# Abigail Johnston
Abigail Louise Johnston, detta Abby (Upper Arlington, 16 novembre 1989), è una tuffatrice statunitense, vincitrice di una medaglia d'argento ai Giochi olimpici di Londra 2012.

## Palmarès
- Olimpiadi

Rio de Janeiro 2016: argento nel trampolino 3 metri sincro